# Legendary Tales
Legendary Tales ist das Debütalbum der italienischen Power-Metal-Band Rhapsody of Fire, die damals noch einfach nur Rhapsody hieß.
Die Lieder sind bereits in Luca Turillis Emerald Sword Saga eingebettet, einer Fantasygeschichte um einen Krieger, der das Emerald Sword, das Smaragdschwert, finden muss, um damit den bösen König, der mit seinen Dämonenarmeen angreift, aufzuhalten und schließlich zu töten.
Der Stil ist bereits sehr entwickelt für ein Debütalbum, was vor allem auch daran liegt, dass die Band bereits lange vor der Aufnahme des Albums eine Demo produziert und noch viel Zeit damit verbracht hatte, ihren Stil zu entwickeln. Der Gesang wurde als letztes aufgenommen, weil die Band zum Zeitpunkt der Aufnahmen über keinen Sänger verfügte, bis Fabio Lione sich von seiner Band Labyrinth trennte, und sich Rhapsody anschloss.

## Titelliste
1. Ira Tenax – 01:13
2. Warrior of Ice – 05:57
3. Rage of the Winter – 06:09
4. Forest of Unicorns – 03:23
5. Flames of Revenge – 05:32
6. Virgin Skies – 01:20
7. Land of Immortals – 04:50
8. Echoes of Tragedy – 03:31
9. Lord of the Thunder – 05:31
10. Legendary Tales – 07:49

## Gastmusiker
- Barocke Blockflöte – Manuel Staropoli
- Hintergrundgesang – Thomas Rettke, Cinzia Rizzo
- Choir Of Immortals – Thomas Rettke, Robert Hunecke-Rizzo, Miro, Wolfgang Herbst, Rick Rizzo, Fabio Lione, Luca Turilli, Alex Staropoli, Cinzia Rizzo, Tatiana Bloch
- 1. Violine – Anne Schnyder
- Violinen – Anne Schnyder & Helia Davis
- Viola – Oliver Kopf
- Cello – Paul F. Boehnke
- Kontrabass – André Neygenfind

- Alle Bassparts gespielt von Sascha Paeth und Robert Hunecke-Rizzo
- Akustische Gitarre und Mandoline gespielt von Sascha Paeth

Alle Texte von Luca Turilli
Komponiert von Luca Turilli und Alex Staropoli